# Юръпиън Индор Чемпиъншипс
Юръпиън Индор Чемпиъншипс (на италиански: European Indoor Championships) е професионален турнир по тенис, провеждан в Берлин, Германия.

## История
Юръпиън Индор Чемпиъншипс е професионален турнир по тенис за мъже, част е от Световни серии на ATP тур през 1990-1991 г. Играе се на килим на закрити кортове в зала. 

## Финали
| Година | Шампион       | Финалист          | Резултат            |
| ------ | ------------- | ----------------- | ------------------- |
| 1991   | Петер Корда   | Арно Бьоч         | 6 – 3, 6 – 4        |
| 1990   | Роналд Аженор | Александър Волков | 4 – 6, 6 – 4, 7 – 6 |